# اتلبرت کنت
اتلبرت یا اتلبرت یکم (انگلیسی: Ethelbert، آنگلوساکسونی: Æthelbert) (زادهٔ در حدود ۵۵۲ - درگذشتهٔ ۲۴ فوریه ۶۱۶) شاه کنت از ۵۶۰ تا ۶۱۶ و نخستین پادشاه انگلیسی بود که به دین مسیح گروید.
پادشاهی کنت در دوران فرمانروایی طولانی‌مدت او بر تمامی نواحی انگلستان در جنوب هامبر استیلا یافت و نخستین قانون انگلستان در زمان او به نگارش درآمد. در ۵۹۶ پاپ گرگوری یکم مبلغانی مذهبی را به سرپرستی آگوستین از رم به انگلستان فرستاد و آن‌ها هنگام ورودشان به ثانت مورد استقبال گرم اتلبرت قرار گرفتند. او به آن‌ها اجازه داد تا در کانتربری ساکن شوند و خود به عنوان نخستین مسیحی انگلستان غسل تعمید یافت.